# Odznaka pamiątkowa szwadronów pionierów
Odznaka pamiątkowa szwadronów pionierów – odznaka pamiątkowa szwadronów pionierów Wojska Polskiego.
13 sierpnia 1931 minister spraw wojskowych marszałek Polski Józef Piłsudski rozkazem G.M. 7759 I. zatwierdził wzór i regulamin odznaki pamiątkowej szwadronów pionierów. 
Odznaka o wymiarach 40 x 40 mm ma kształt krzyża maltańskiego, srebrnego o ramionach zakończonych kulkami. Ramiona krzyża - na wzór proporczyków - podzielone wzdłuż i emaliowane na przemian barwą czarną i szkarłatną. W centrum umieszczono czerwono emaliowany medalion z atrybutami saperskimi: łopatę skrzyżowaną z toporkiem, na których znajduje się wybuchający granat, a spod niego zwisa kotwica. Odznakę widoczną na zdjęciu, wybitą w tombaku, jednoczęściową, srebrzoną, emaliowaną i oksydowaną, wykonał w swojej pracowni grawerskiej W. Gontarczyk w Warszawie, przy ul. Miodowej 19. Rewers - gładki, w miejscu medalionu - okrągłe wklęśnięcie. Innym znanym wykonawcą odznaki oficerskiej był A. Nagalski, który wykonywał je w srebrze, emaliowane, dwuczęściowe. Znak saperski nakładany był na dwa nity w centrum odznaki. Rewers - gładki, z okrągłym wklęśnięciem w miejscu medalionu oraz tłoczone od góry: kolejny numer nadania odznaki, rzymska cyfra oznaczająca kolejny numer szwadronu, u dołu w dwóch wierszach napis: „NAGALSKI WARSZAWA” oraz punca srebra i inicjały grawera - „A. N.”.